# Cathan
Cathan és una concentració de població designada pel cens dels Estats Units a l'estat de Washington. Segons el cens del 2000 tenia 526 habitants.

## Demografia
Segons el cens del 2000, Cathan tenia 526 habitants, 176 habitatges, i 136 famílies. La densitat de població era de 76,6 habitants per km².
Dels 176 habitatges en un 38,6% hi vivien nens de menys de 18 anys, en un 65,3% hi vivien parelles casades, en un 8% dones solteres, i en un 22,7% no eren unitats familiars. En el 14,8% dels habitatges hi vivien persones soles el 0,6% de les quals corresponia a persones de 65 anys o més que vivien soles. El nombre mitjà de persones vivint en cada habitatge era de 2,99 i el nombre mitjà de persones que vivien en cada família era de 3,28.
Per edats la població es repartia de la següent manera: un 28,9% tenia menys de 18 anys, un 7,6% entre 18 i 24, un 30,4% entre 25 i 44, un 28,9% de 45 a 60 i un 4,2% 65 anys o més.
L'edat mediana era de 37 anys. Per cada 100 dones de 18 o més anys hi havia 102,2 homes.
La renda mediana per habitatge era de 58.875 $ i la renda mediana per família de 61.250 $. Els homes tenien una renda mediana de 44.375 $ mentre que les dones 31.339 $. La renda per capita de la població era de 20.940 $. Aproximadament l'1,5% de les famílies i l'1,8% de la població estaven per davall del llindar de pobresa.

## Poblacions més properes
El següent diagrama mostra les poblacions més properes.